# Ланир (округ)
Лани́р (англ. Lanier County) — округ штата Джорджия, США. Население округа на 2000 год составляло 7241 человек. Административный центр округа — город Лейкленд.

## История
Округ Ланир основан в 1920 году.

## География
Округ занимает площадь 484.3 км2.

## Демография
Согласно Бюро переписи населения США, в округе Ланир в 2000 году проживало 7241 человек. Плотность населения составляла 15 человек на квадратный километр.